# 아람바흐 KS
아람바흐 KS는 방글라데시의 축구단이다. 현재 방글라데시 프리미어리그에 참가하고 있다.

## 우승
- 방글라데시 인디펜던스컵: 2017–18